# 559-й гвардейский бомбардировочный авиационный полк
559-й гвардейский бомбардировочный авиационный полк (559 бап, в/ч 75392) — тактическое формирование Воздушно-космических сил Российской Федерации. Находится в составе 1-й гвардейской смешанной авиационной дивизии. Базируется на аэродроме Морозовск в Ростовской области.

## История
Полк сформирован 15 июля 1950 года в харьковском районе Основа. Первым самолётом был МиГ-15 БИС. В дальнейшем полк эксплуатировал самолёты МиГ-17, Су-7Б.
В октябре 1951 года полк перебазирован на аэродром Фалькенберг в Германской Демократической Республике.
В конце 1980-х гг. 559-й авиационный полк истребителей-бомбардировщиков (559 апиб) дислоцировался на аэродроме Финстервальде в составе 105-й авиационной дивизии истребителей-бомбардировщиков (105 адиб). На вооружении полка находились истребители-бомбардировщики МиГ-27К
В 1993 году полк выведен в Россию на аэродром Морозовск.
17 марта 2023 года Указом президента России № 173 полку присвоено почётное наименование «гвардейский» за массовый героизм и отвагу, стойкость и мужество, проявленные личным составом полка в боевых действиях по защите Отечества и государственных интересов в условиях вооружённых конфликтов. На церемонии присвоения командующий 4-й армией ВВС и ПВО Южного военного округа генерал-лейтенант Николай Гостев прикрепил георгиевскую ленту к боевому знамени полка.

## Состав
- Управление
- 1-я авиационная эскадрилья
- 2-я авиационная эскадрилья
- 3-я авиационная эскадрилья
- Батальон связи и радиотехнического обеспечения[1]
- Батальон аэродромно-технического обеспечения